# Leichtathletik-Weltmeisterschaften 2013/1500 m der Männer

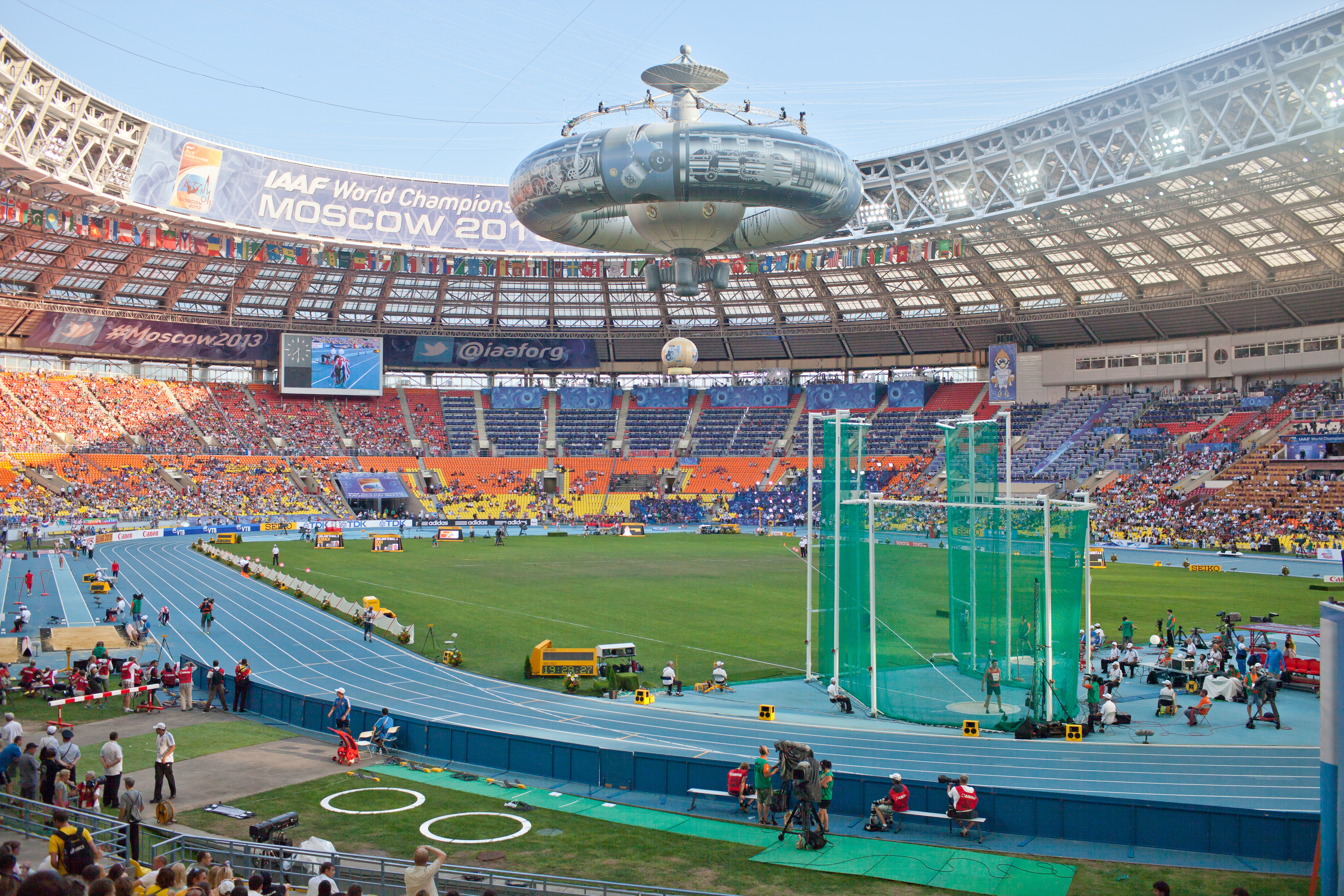
Das Olympiastadion Luschniki während der Weltmeisterschaften

Der 1500-Meter-Lauf der Männer bei den Leichtathletik-Weltmeisterschaften 2013 wurde vom 14. bis 18. August 2013 im Olympiastadion Luschniki der russischen Hauptstadt Moskau ausgetragen.
Weltmeister wurde der kenianische Titelverteidiger, Olympiasieger von 2008 und Afrikameister von 2010 Asbel Kiprop. Den zweiten Rang belegte der US-amerikanische WM-Dritte von 2011 Matthew Centrowitz. Sein Vater Matt Centrowitz war ein erfolgreicher Mittel- und Langstreckenläufer Mitte der 1970er und Anfang der 1980er Jahre. Bronze gewann der Südafrikaner Johan Cronje.

## Bestehende Rekorde
| Weltrekord               | 3:26,00 min | Hicham El Guerrouj | Rom, Italien                | 14. Juli 1998   |
| Weltmeisterschaftsrekord | 3:27,65 min | Hicham El Guerrouj | WM 1999 in Sevilla, Spanien | 24. August 1999 |

Der bestehende WM-Rekord wurde bei diesen Weltmeisterschaften nicht eingestellt und nicht verbessert.

## Vorrunde
Die Vorrunde wurde in drei Läufen durchgeführt. Die ersten sechs Athleten pro Lauf – hellblau unterlegt – sowie die darüber hinaus sechs zeitschnellsten Läufer – hellgrün unterlegt – qualifizierten sich für das Halbfinale.

### Vorlauf 1
14. August 2013, 10:35 Uhr
| Platz | Name                | Nation     | Zeit (min) |
| ----- | ------------------- | ---------- | ---------- |
| 1     | Asbel Kiprop        | Kenia      | 3:38,15    |
| 2     | Abdalaati Iguider   | Marokko    | 3:38,41    |
| 3     | Lopez Lomong        | USA        | 3:38,48    |
| 4     | Ayanleh Souleiman   | Dschibuti  | 3:38,63    |
| 5     | Florian Carvalho    | Frankreich | 3:38,70    |
| 6     | Henrik Ingebrigtsen | Norwegen   | 3:38,78    |
| 7     | Aman Wote           | Äthiopien  | 3:38,89    |
| 8     | Walentin Smirnow    | Russland   | 3:39,23    |
| 9     | Nick Willis         | Neuseeland | 3:39,81    |
| 10    | Mohamad al-Garni    | Katar      | 3:40,01    |
| 11    | David Bustos        | Spanien    | 3:41,69    |
| 12    | Mamadou Barry       | Guinea     | 4:16,38    |
| 13    | Thinley Tenzin      | Bhutan     | 4:24,54    |

Im ersten Vorlauf ausgeschiedene Athleten:

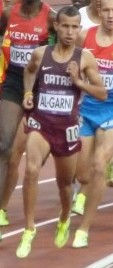
Mohamad al-Garni Rang zehn in 3:40,01 min
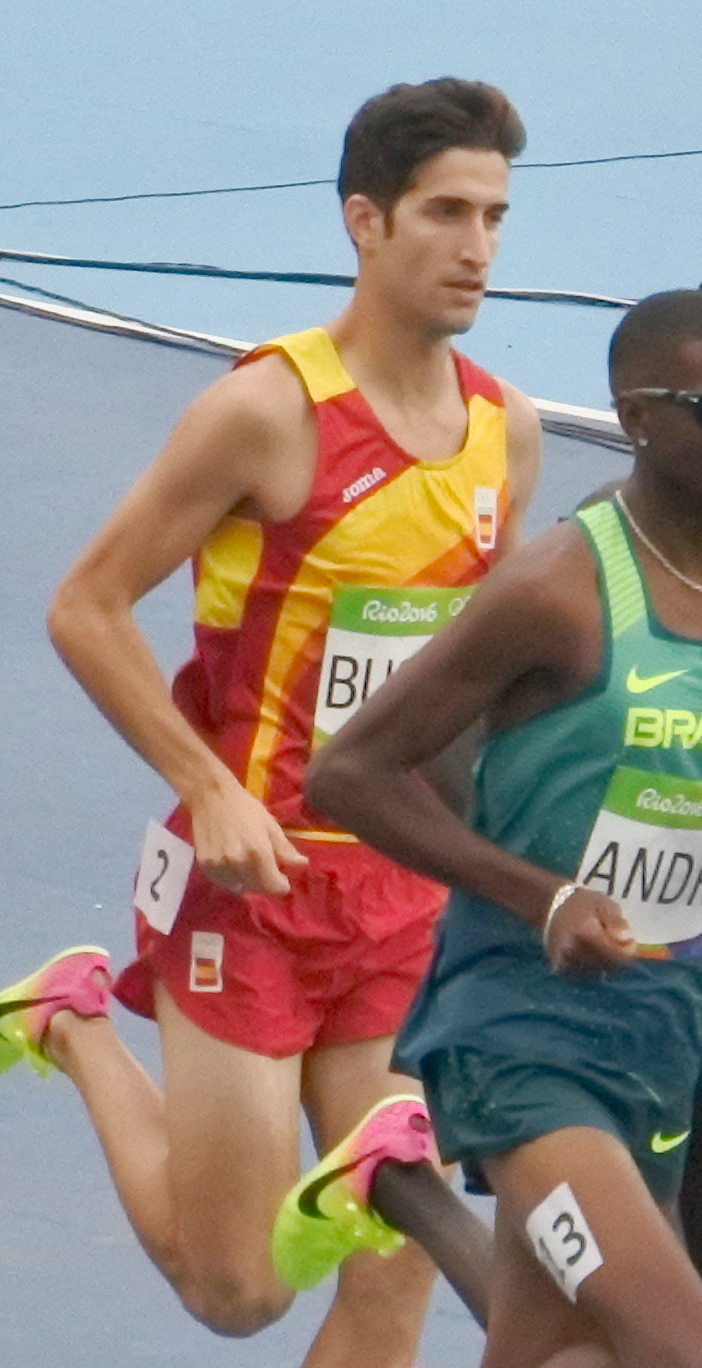
David Bustos Rang elf in 3:41,69 min

### Vorlauf 2

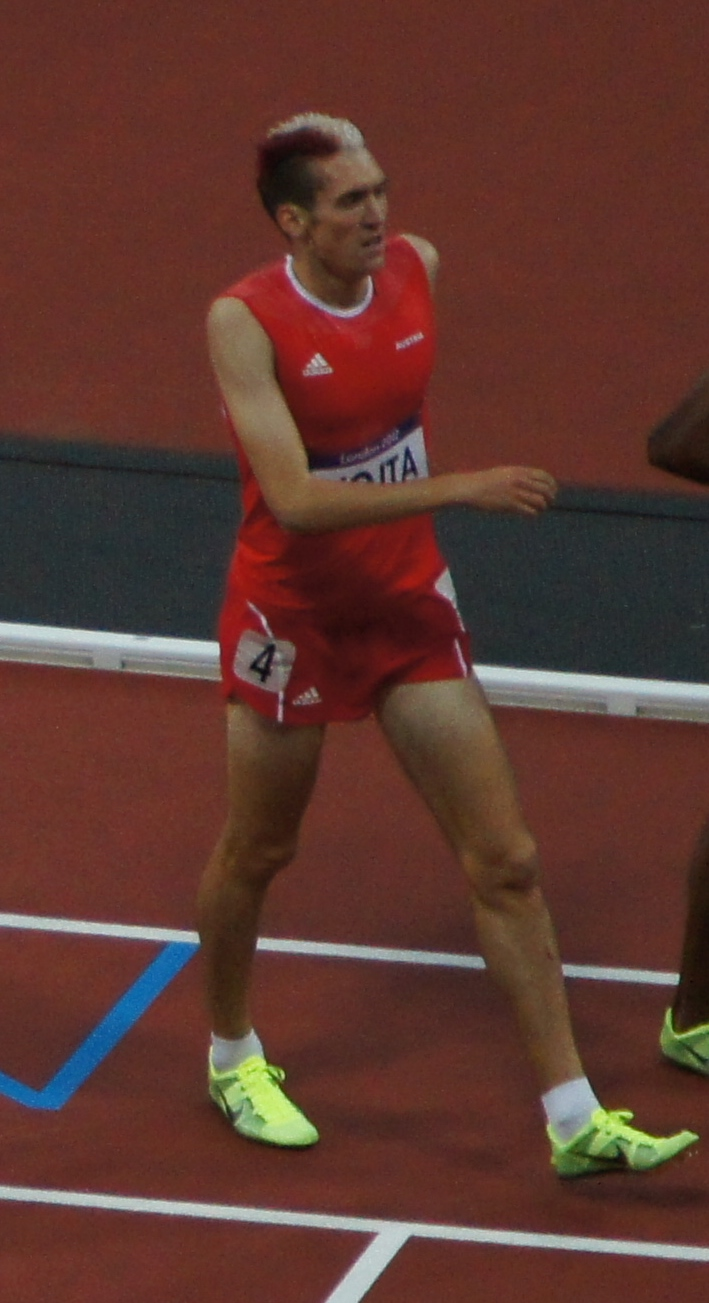
Andreas Vojta – ausgeschieden als Achter in 3:41,51 min
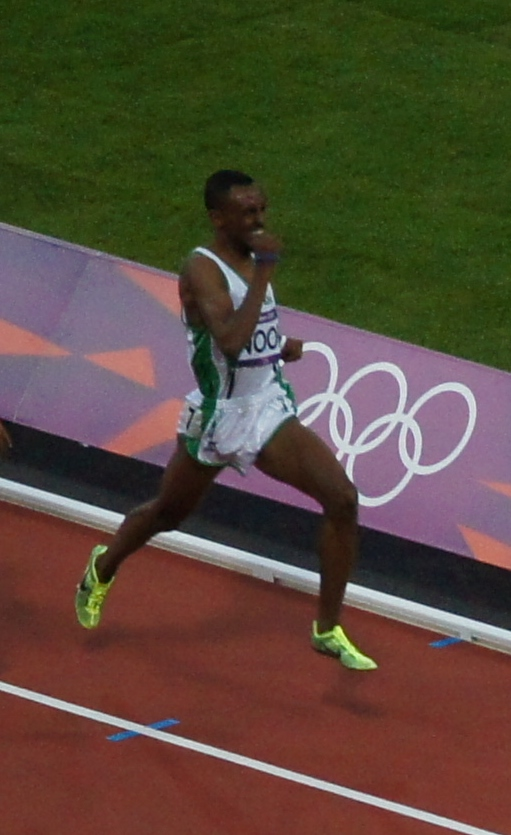
Emad Noor – ausgeschieden als Neunter in 3:41,68 min
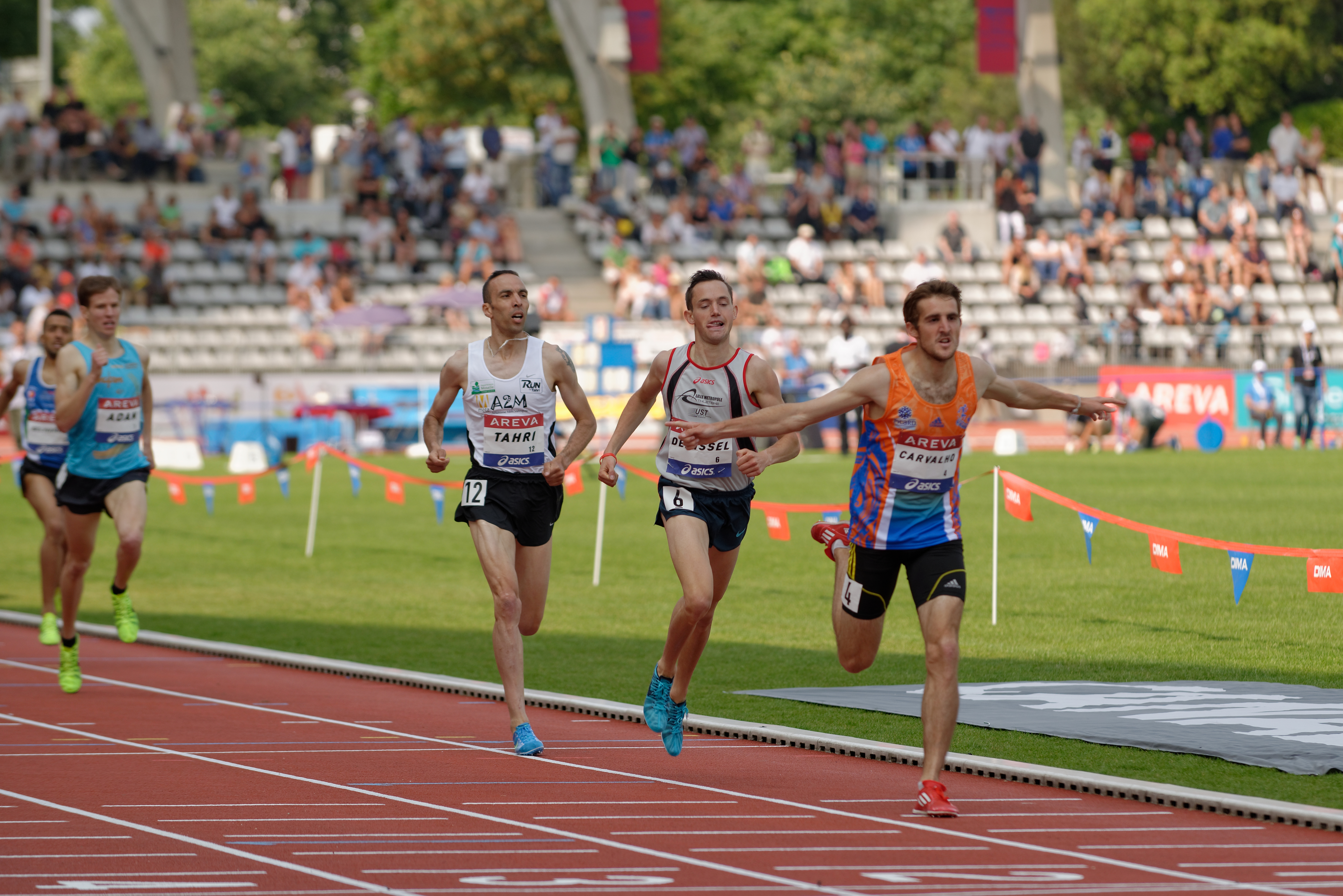
Simon Denissel (hier an zweiter Stelle bei den französischen Landesmeisterschaften 2013) – ausgeschieden als Zehnter in 3:42,06 min

14. August 2013, 10:45 Uhr
| Platz | Name                | Nation        | Zeit (min) |
| ----- | ------------------- | ------------- | ---------- |
| 1     | Silas Kiplagat      | Kenia         | 3:39,31    |
| 2     | Leonel Manzano      | USA           | 3:39,39    |
| 3     | İlham Tanui Özbilen | Türkei        | 3:39,73    |
| 4     | Johan Cronje        | Südafrika     | 3:39,95    |
| 5     | Carsten Schlangen   | Deutschland   | 3:40,31    |
| 6     | Zakaria Mazouzi     | Marokko       | 3:40,76    |
| 7     | Zebene Alemayehu    | Äthiopien     | 3:41,28    |
| 8     | Andreas Vojta       | Österreich    | 3:41,51    |
| 9     | Emad Hamed Nour     | Saudi-Arabien | 3:41,68    |
| 10    | Simon Denissel      | Frankreich    | 3:42,06    |
| 11    | Omar Mohamed Abdi   | Somalia       | 4:00,00    |
| DNS   | Imed Touil          | Algerien      |            |

### Vorlauf 3

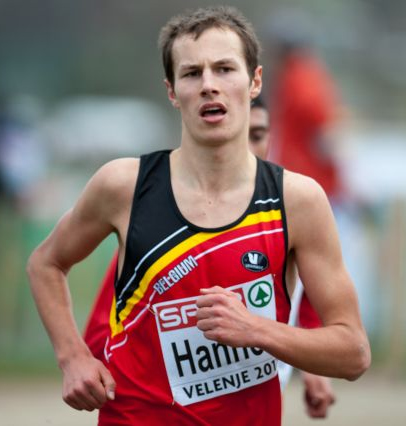
Pieter-Jan Hannes – ausgeschieden als Zehnter in 3:40,39 min

14. August 2013, 10:55 Uhr
| Platz | Name                    | Nation         | Zeit (min) |
| ----- | ----------------------- | -------------- | ---------- |
| 1     | Nixon Kiplimo Chepseba  | Kenia          | 3:38,37    |
| 2     | Nathan Brannen          | Kanada         | 3:38,49    |
| 3     | Mekonnen Gebremedhin    | Äthiopien      | 3:38,55    |
| 4     | Bethwell Birgen         | Kenia          | 3:38,60    |
| 5     | Matthew Centrowitz      | USA            | 3:38,62    |
| 6     | Homiyu Tesfaye          | Deutschland    | 3:38,66    |
| 7     | Bouabdellah Tahri       | Frankreich     | 3:38,82    |
| 8     | Chris O’Hare            | Großbritannien | 3:38,86    |
| 9     | Mohamed Moustaoui       | Marokko        | 3:39,20    |
| 10    | Pieter-Jan Hannes       | Belgien        | 3:40,39    |
| 11    | Flavio Seholhe          | Mosambik       | 3:53,18    |
| 12    | Nabil Mohammed Al-Garbi | Jemen          | 3:59,95    |
| 13    | Omar Bachir             | Niger          | 4:00,18    |

## Halbfinale
In den beiden Halbfinalläufen qualifizierten sich die jeweils ersten fünf Athleten – hellblau unterlegt – sowie die darüber hinaus zwei zeitschnellsten Läufer – hellgrün unterlegt – für das Finale.

### Halbfinallauf 1
16. August 2013, 19:05 Uhr
| Platz | Name                 | Nation         | Zeit (min) |
| ----- | -------------------- | -------------- | ---------- |
| 1     | Asbel Kiprop         | Kenia          | 3:43,30    |
| 2     | Silas Kiplagat       | Kenia          | 3:43,52    |
| 3     | Mekonnen Gebremedhin | Äthiopien      | 3:43,54    |
| 4     | Chris O’Hare         | Großbritannien | 3:43,58    |
| 5     | Johan Cronje         | Südafrika      | 3:43,71    |
| 6     | Lopez Lomong         | USA            | 3:43,79    |
| 7     | Nick Willis          | Neuseeland     | 3:43,80    |
| 8     | Leonel Manzano       | USA            | 3:44,00    |
| 9     | Bouabdellah Tahri    | Frankreich     | 3:44,24    |
| 10    | Carsten Schlangen    | Deutschland    | 3:44,44    |
| 11    | Zakaria Mazouzi      | Marokko        | 3:45,54    |
| 12    | Walentin Smirnow     | Russland       | 3:46,03    |

Im ersten Halbfinale ausgeschiedene Läufer:

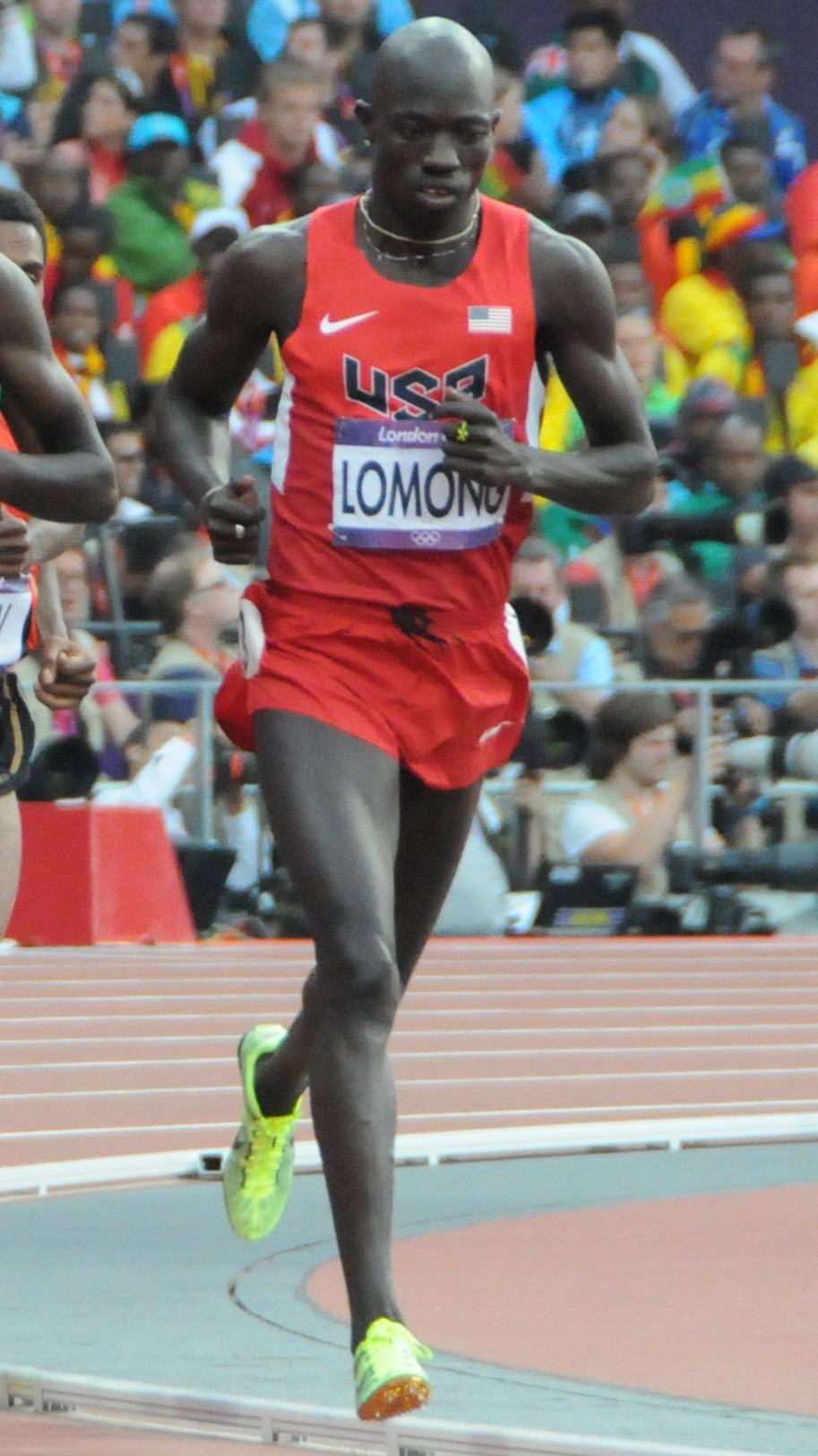
Lopez Lomong Rang sechs in 3:43,79 min
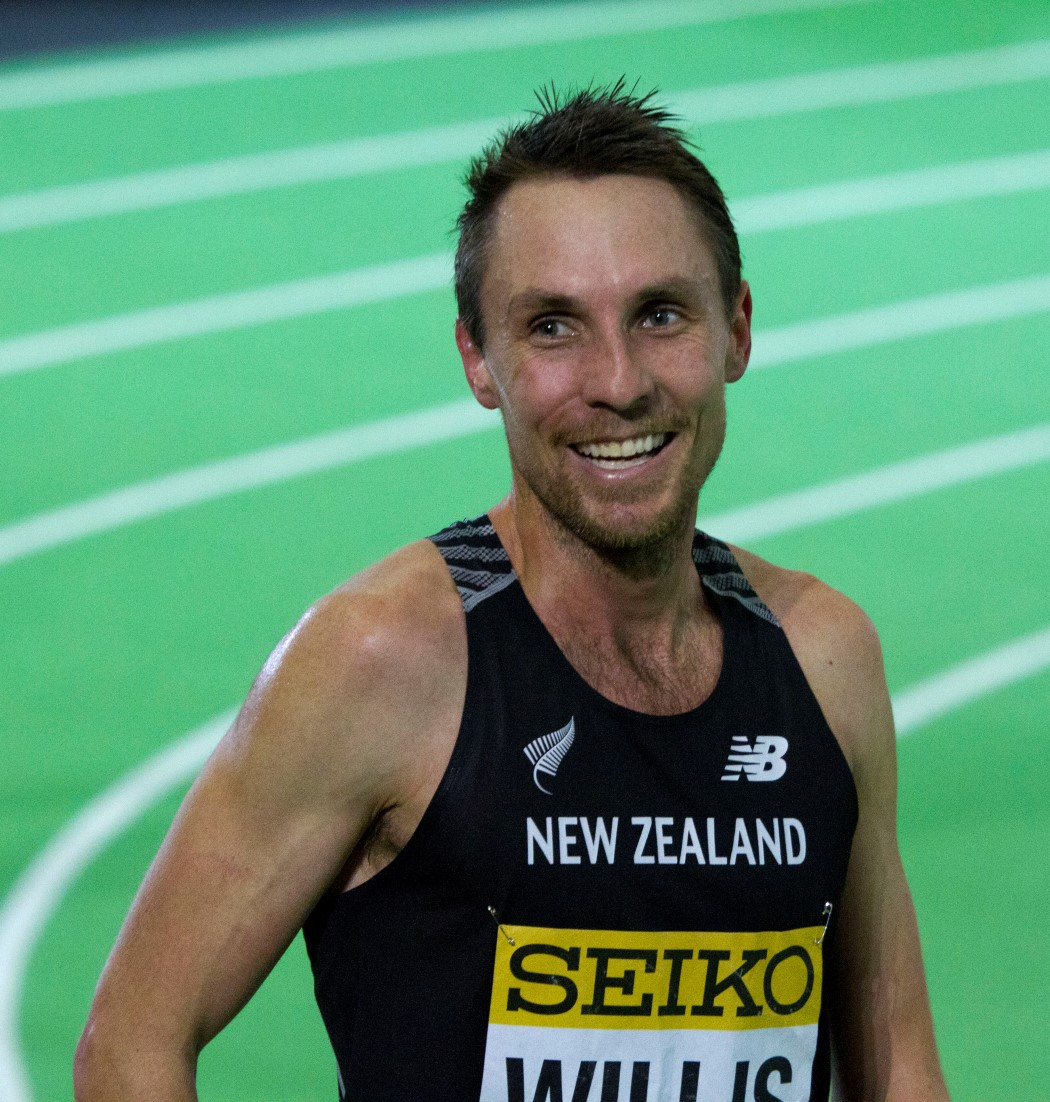
Nick Willis Rang sieben in 3:43,80 min
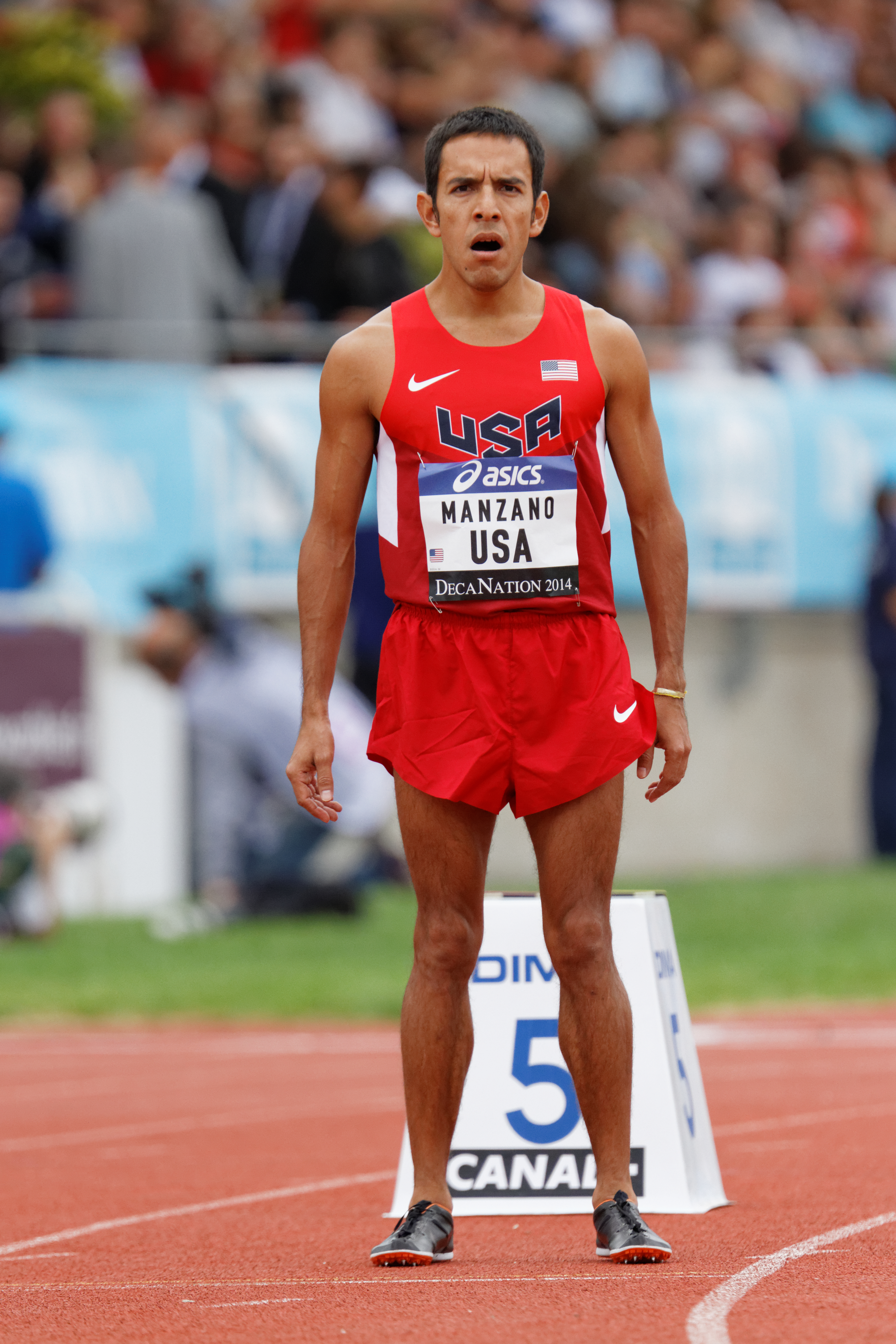
Leonel Manzano Rang acht in 3:44,00 min
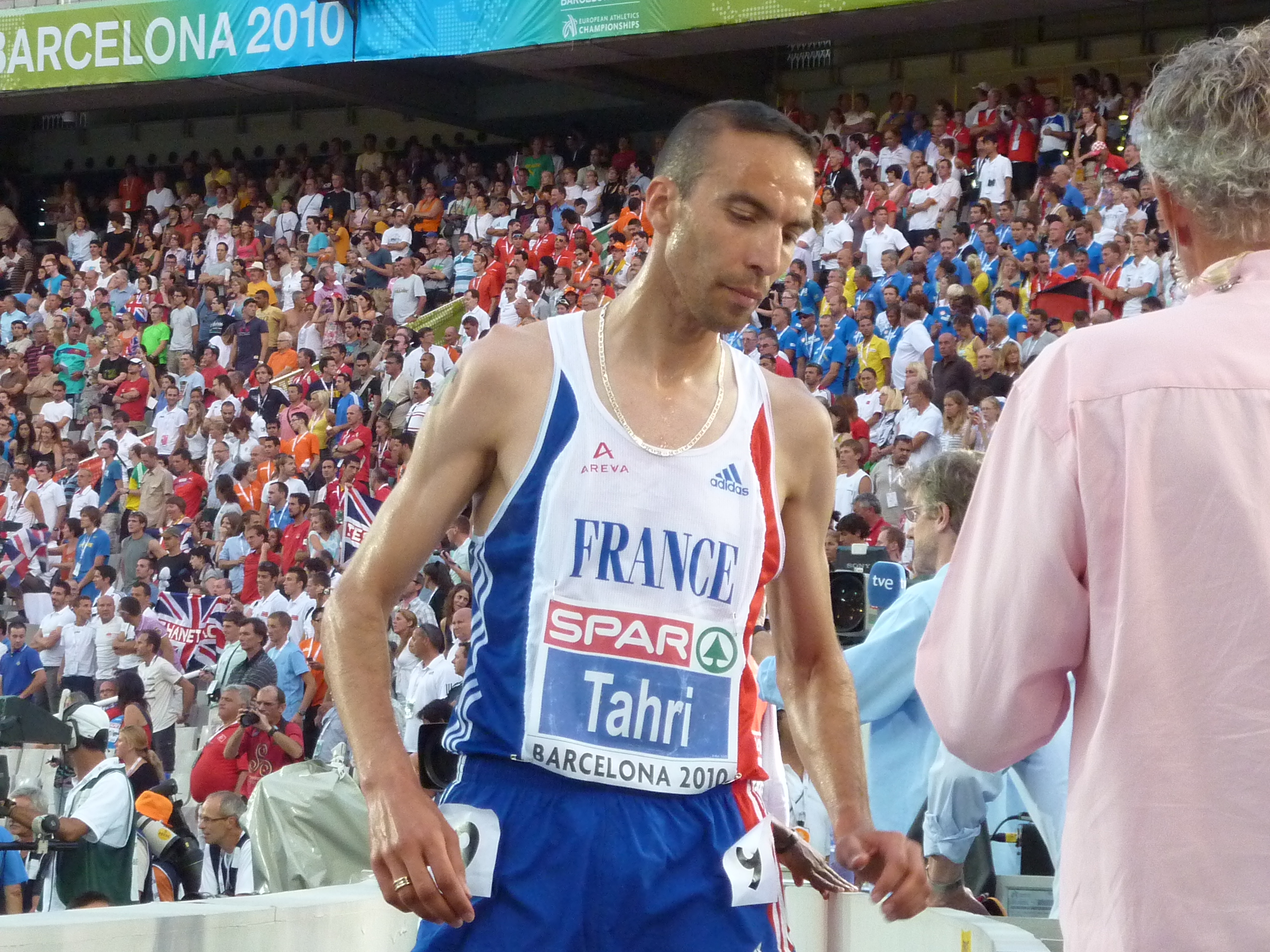
Bouabdellah Tahri, zuvor über 3000 Meter Hindernis Medaillengewinner bei Europa- und Weltmeisterschaften – Rang neun in 3:44,24 min
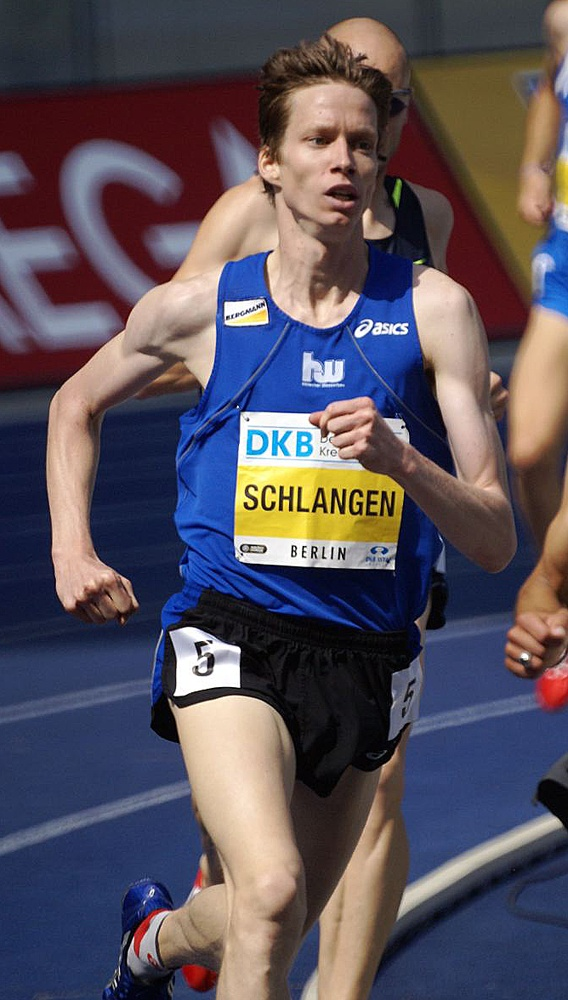
Carsten Schlangen, 2010 Vizeeuropameister – Rang zehn in 3:44,44 min

### Halbfinallauf 2
16. August 2013, 19:15 Uhr
| Platz | Name                   | Nation      | Zeit (min) |
| ----- | ---------------------- | ----------- | ---------- |
| 1     | Nixon Kiplimo Chepseba | Kenia       | 3:35,88    |
| 2     | Matthew Centrowitz     | USA         | 3:35,95    |
| 3     | Mohamed Moustaoui      | Marokko     | 3:36,12    |
| 4     | Florian Carvalho       | Frankreich  | 3:36,26    |
| 5     | Henrik Ingebrigtsen    | Norwegen    | 3:36,33    |
| 6     | Homiyu Tesfaye         | Deutschland | 3:36,51    |
| 7     | Nathan Brannen         | Kanada      | 3:36,59    |
| 8     | Aman Wote              | Äthiopien   | 3:36,94    |
| 9     | İlham Tanui Özbilen    | Türkei      | 3:37,07    |
| 10    | Bethwell Birgen        | Kenia       | 3:37,37    |
| 11    | Ayanleh Souleiman      | Dschibuti   | 3:37,69    |
| 12    | Abdalaati Iguider      | Marokko     | 3:44,36    |

Im zweiten Halbfinale ausgeschiedene Läufer:

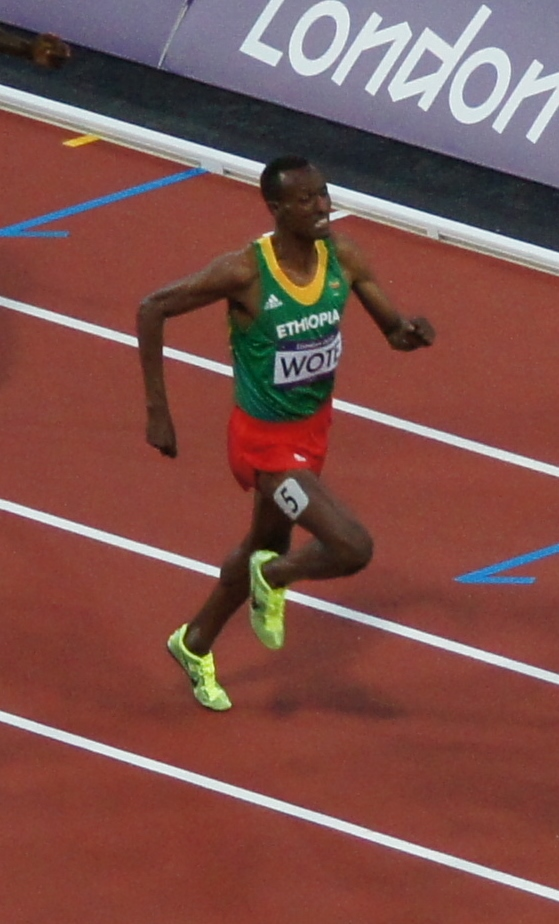
Aman Wote Rang acht in 3:36,94 min
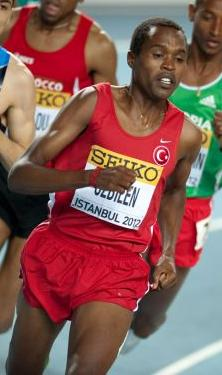
İlham Tanui Özbilen Rang neun in 3:37,07 min
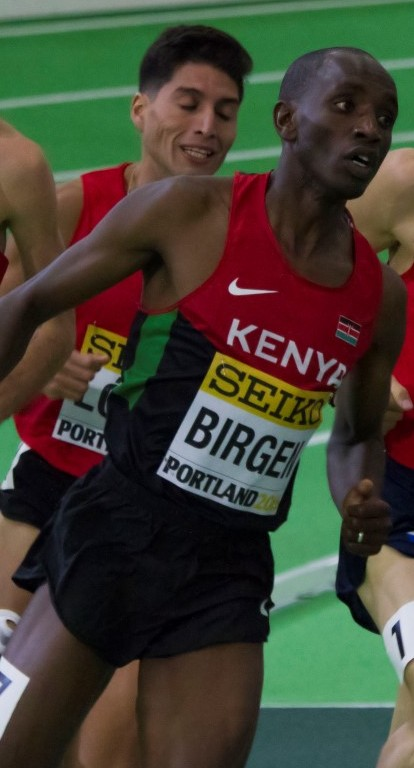
Bethwell Birgen Rang zehn in 3:37,37 min
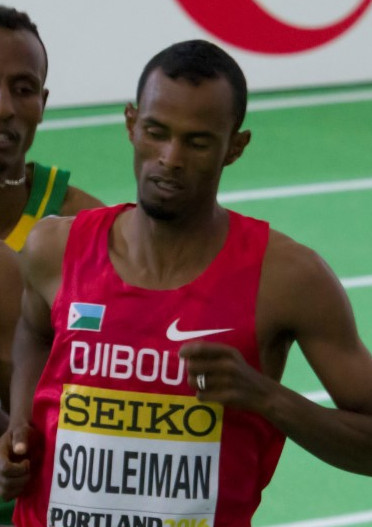
Ayanleh Souleiman Rang elf in 3:37,69 min
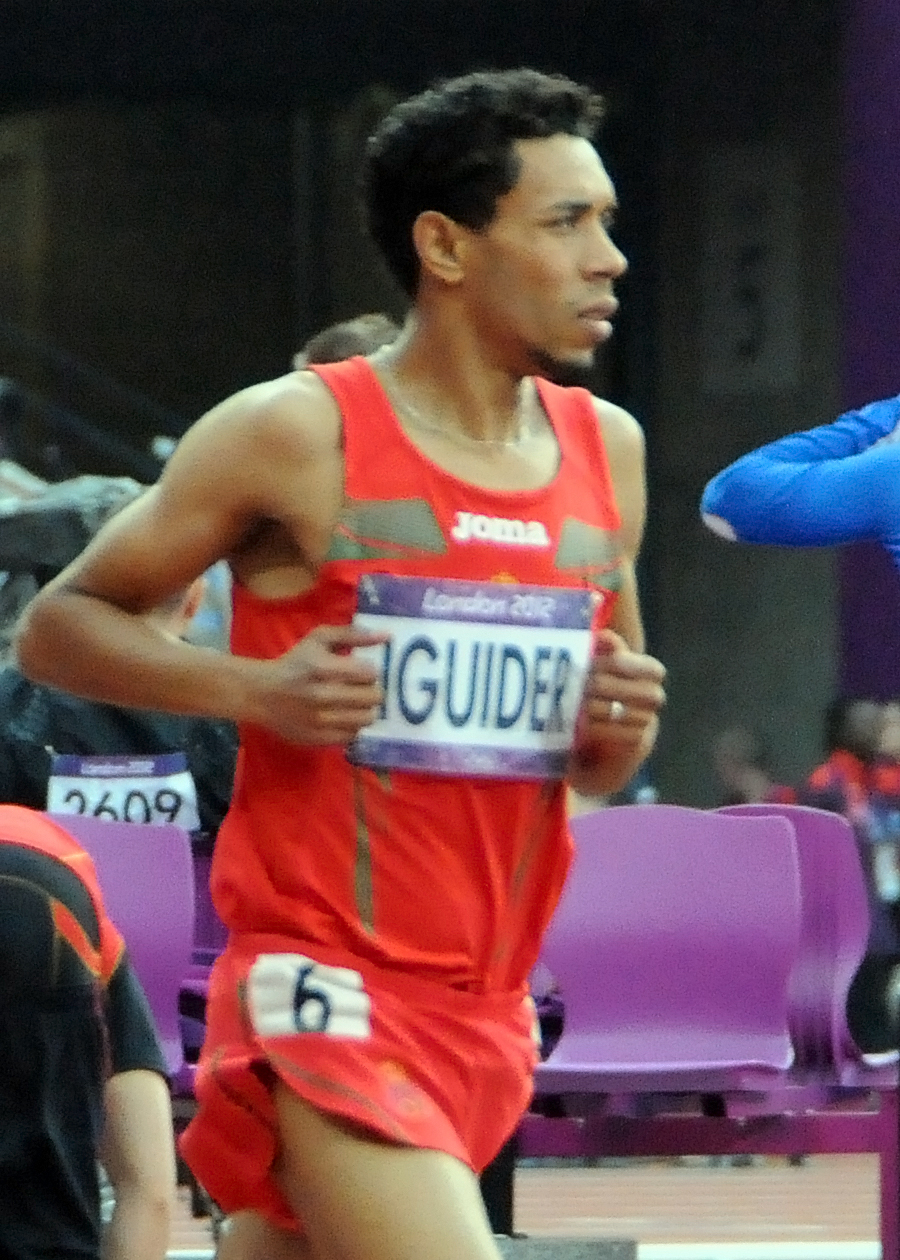
Abdalaati Iguider Rang zwölf in 3:44,36 min

## Finale

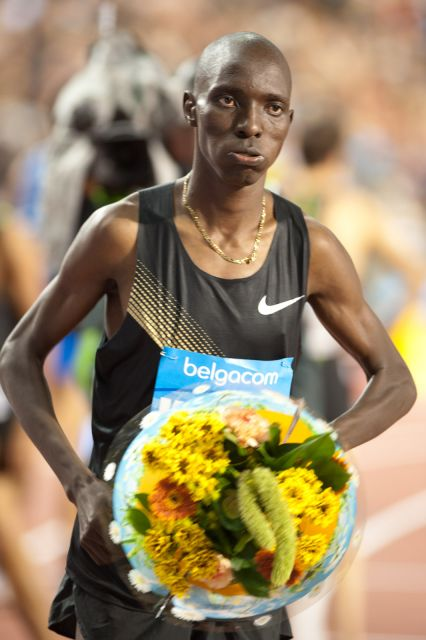
Der Olympiasieger von 2008 Asbel Kiprop wurde zum zweiten Mal in Folge Weltmeister

18. August 2013, 17:25 Uhr
| Platz | Name                   | Nation         | Zeit (min) |
| ----- | ---------------------- | -------------- | ---------- |
| 1     | Asbel Kiprop           | Kenia          | 3:36,28    |
| 2     | Matthew Centrowitz     | USA            | 3:36,78    |
| 3     | Johan Cronje           | Südafrika      | 3:36,83    |
| 4     | Nixon Kiplimo Chepseba | Kenia          | 3:36,87    |
| 5     | Homiyu Tesfaye         | Deutschland    | 3:37,03    |
| 6     | Silas Kiplagat         | Kenia          | 3:37,11    |
| 7     | Mekonnen Gebremedhin   | Äthiopien      | 3:37,21    |
| 8     | Henrik Ingebrigtsen    | Norwegen       | 3:37,52    |
| 9     | Mohamed Moustaoui      | Marokko        | 3:38,08    |
| 10    | Nathan Brannen         | Kanada         | 3:38,09    |
| 11    | Florian Carvalho       | Frankreich     | 3:39,17    |
| 12    | Chris O’Hare           | Großbritannien | 3:46,04    |

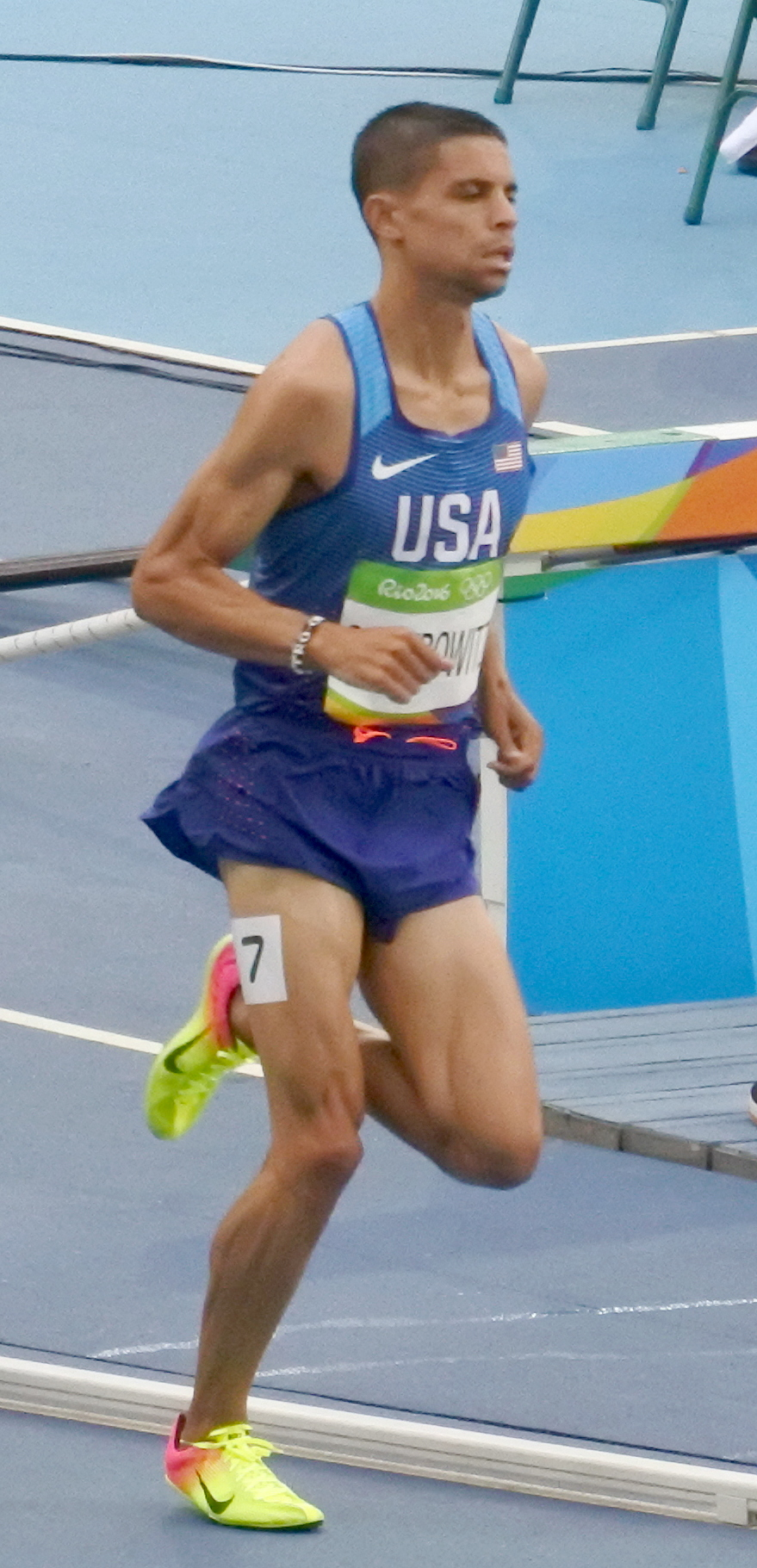
Vizeweltmeister Matthew Centrowitz, 2011 WM-Dritter, übertraf hier seinen Vater Matt Centrowitz, erfolgreicher Mittel- und Langstreckenläufer Mitte der 1970er und Anfang der 1980er Jahre
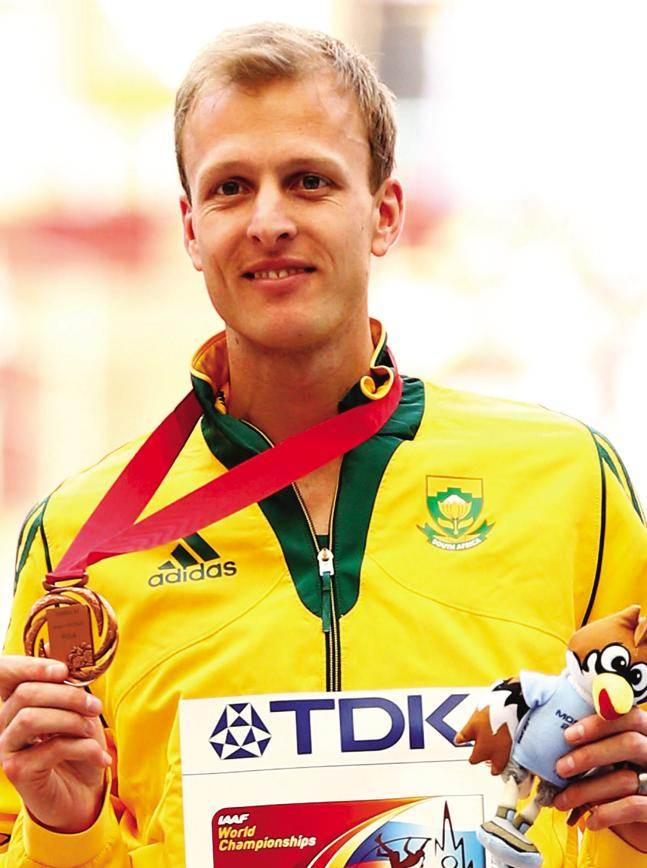
Bronzemedaillengewinner Johan Cronje
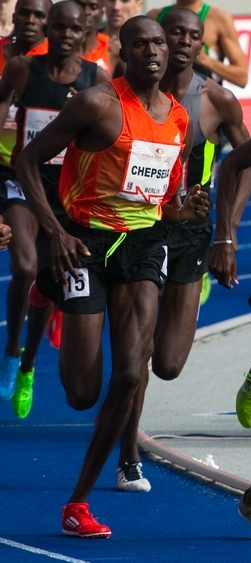
Der viertplatzierte Nixon Kiplimo Chepseba
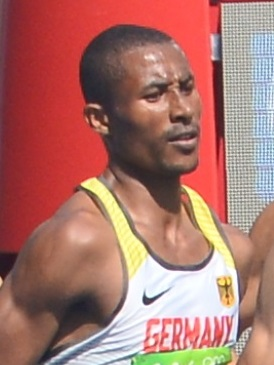
Homiyu Tesfaye überstand mit viel Mühe das Semifinale und belegte dann einen überraschenden fünften Rang in diesem Finale
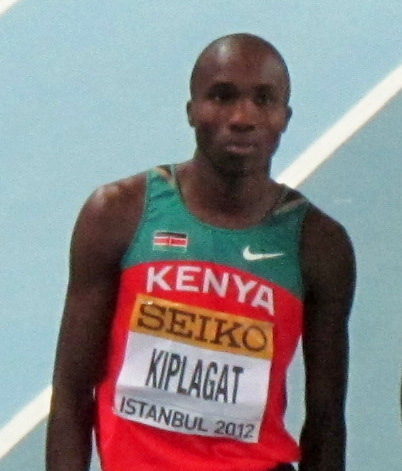
Silas Kiplagat kam auf den sechsten Platz
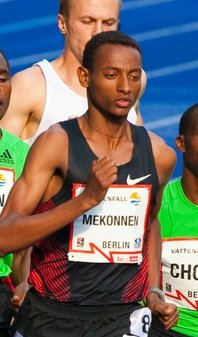
Mekonnen Gebremedhin erreichte Platz sieben
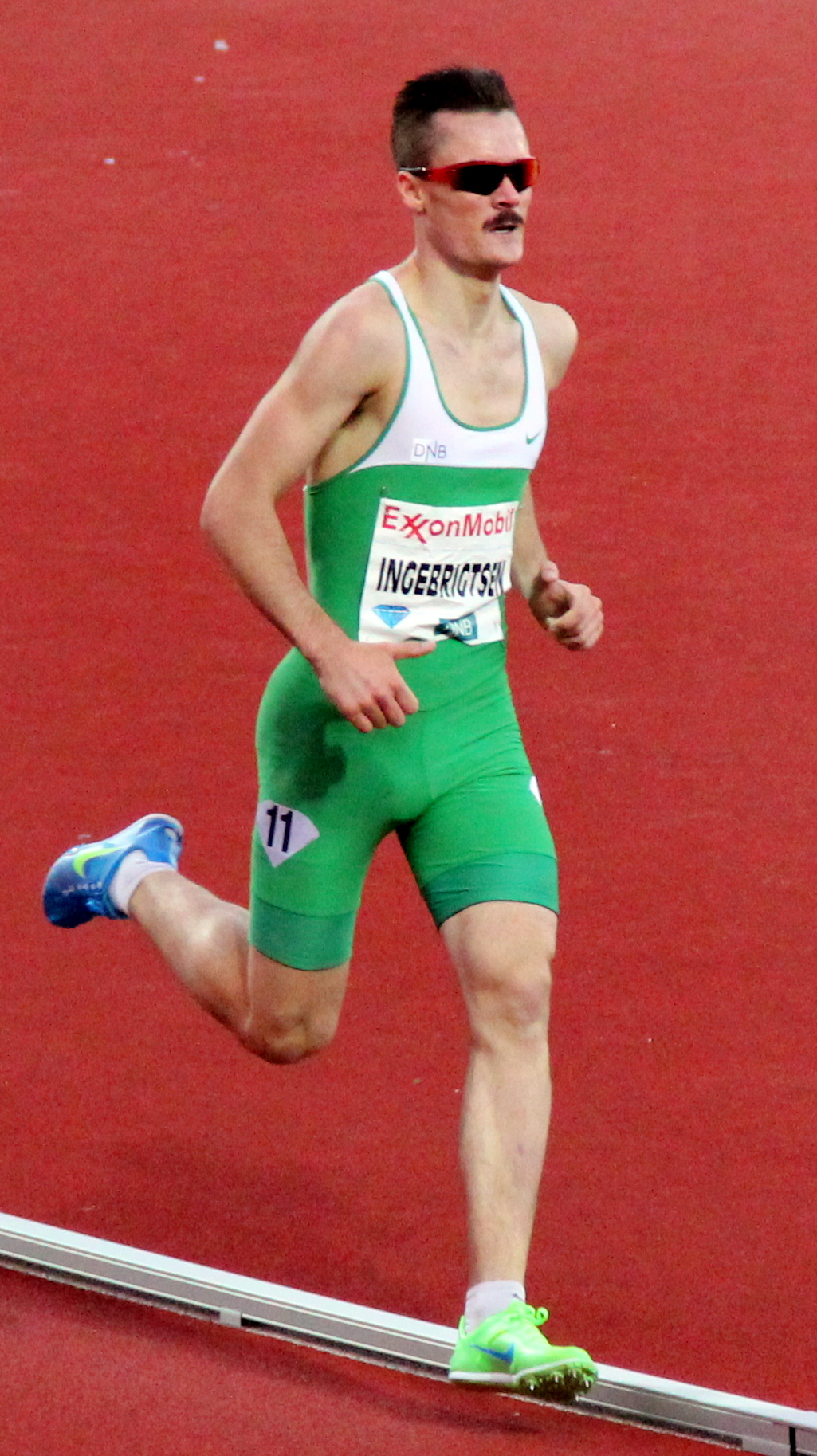
Henrik Ingebrigtsen wurde Achter
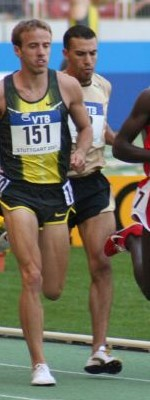
Rang neun für Mohamed Moustaoui
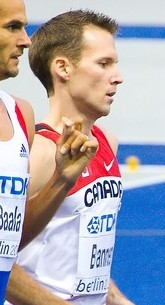
Nathan Brannen (rechts) – Platz zehn
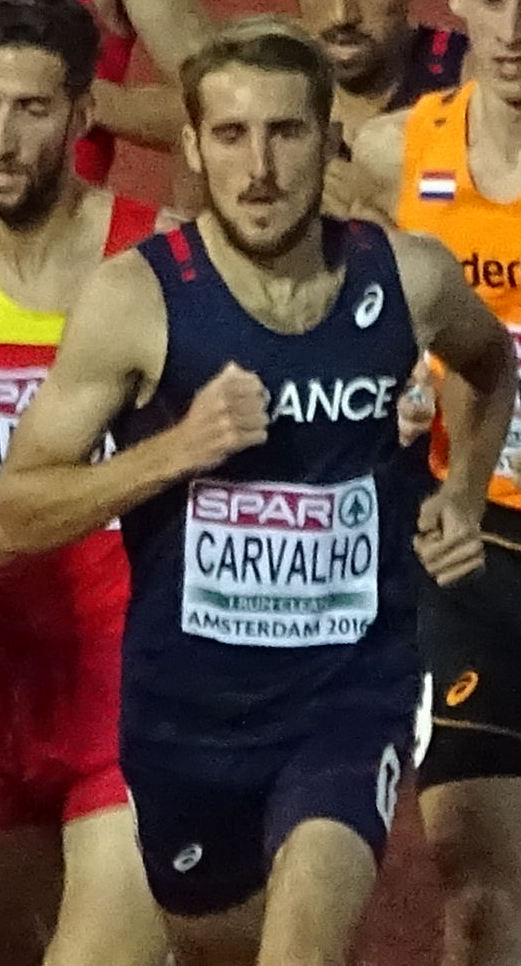
Florian Carvalho – Platz elf
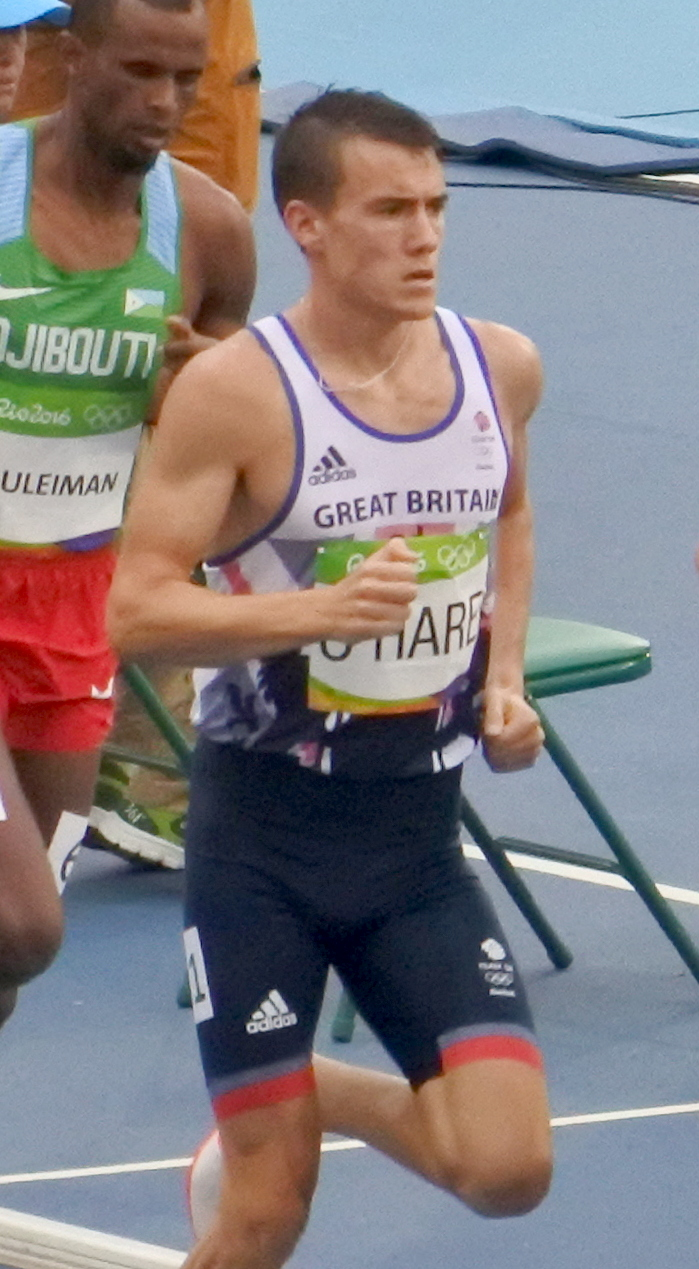
Chris O’Hare – Platz zwölf

## Video
- 2013 IAAF World Championships men 1500m FINAL, youtube.com, abgerufen am 19. Januar 2021